# Erasmusprogrammet
Erasmusprogrammet är Europeiska unionens program för internationellt samarbete och utbyte inom utbildning, ungdom och idrott.  Erasmusprogrammet är tänkt att fungera som ett verktyg för att stärka tillväxten och sysselsättningen och främja social rättvisa och inkludering och på så vis bidra till EU:s utbildningsstrategi Utbildning 2020.
I Sverige är det UHR, Universitets- och högskolerådet som samordnar utbildningsdelen i programmet.
Ungdomsdelen samordnas av Myndigheten för ungdoms- och civilsamhällesfrågor.
Idrottsdelen samordnas av Riksidrottsförbundet.
Programområden
- Högskoleutbildning

Studenter ges möjlighet att studera och praktisera i ett annat europeiskt land, och lärare och personal ges möjlighet till kompetensutveckling och erfarenhetsutbyte med kollegor i andra länder. Programmet bidrar till att höja kvaliteten och stärka den europeiska dimensionen inom högre utbildning. Det finns även ett delprogram som ger möjligheter att studera och praktisera i länder utanför EU.
- Yrkesutbildning

Organisationer som jobbar med yrkesutbildning kan söka bidrag för arbetsplatsförlagt lärande, utbyten och kompetensutveckling. För att på så vis höja kvaliteten i undervisningen och för att kunna erbjuda studenter värdefull utlandspraktik.
- Vuxenutbildning

Organisationer som jobbar med vuxenutbildning kan söka bidrag för utbyten och kompetensutveckling för att på så vis höja kvaliteten i undervisningen. Exempelvis kan personal delta på fortbildningskurser, konferenser, jobbskugga eller undervisa på en utbildningsorganisation i ett annat europeiskt land som deltar i programmet.
- Skola

Skolor, från förskola till gymnasieskola, kan inom det här programmet söka bidrag för utbyten och kompetensutveckling som ett sätt att höja kvaliteten på undervisningen.
- Ungdom
- Idrott

ERASMUS är en förkortning för eng. European Region Action Scheme for the Mobility of University Students.